# Classificação geográfica padrão (Canadá)

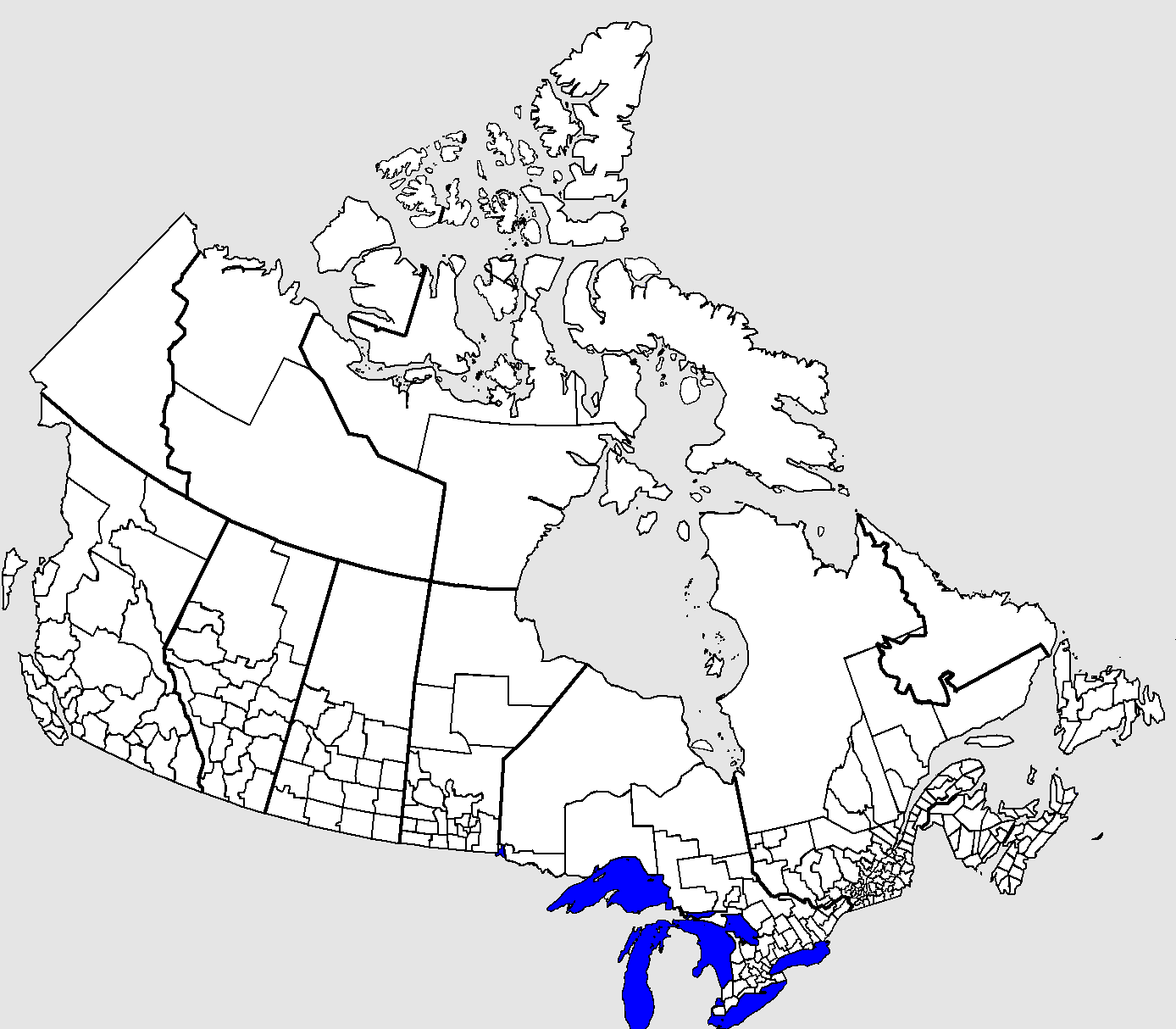

A Classificação Geográfica Padrão (em francês: Classification géographique type SGC) é a divisão numérica de todas as terras no Canadá. Usado principalmente pelo Statistics Canada, a classificação hierárquica é feita por códigos de sete dígitos para três tipos de áreas geográficas : províncias e territórios, divisões censitárias (condados, município regional) e subdivisões censitárias (municípios).

## Histórico
A Classificação Geográfica Padrão foi introduzida na década de 1960 em forma de rascunho não oficial em 1964, 1966 e 1972. Não foi até 1974 que a classificação se tornou uma publicação oficial da Statistics Canada, sendo reeditada em 1976, 1981, 1986, 1991, 1996 e 2001. A versão de 2006 é a oitava e edição da Classificação de Terras Canadenses.
Desde o início, a CGT adotou códigos numéricos de seis dígitos por uma questão de clareza e também porque os sistemas de compilação da época podiam lidar facilmente com os dados criptografados. No entanto, em 1976, foram adotados códigos de classificação de sete dígitos, uma vez que as subdivisões censitárias de terceiro nível tinham mais de 99 divisões.
Foi criado principalmente para listar estatísticas retiradas do censo populacional, ordenadas por região geográfica, a fim de classificar as atividades econômicas e sociais vinculadas a um determinado local. A classificação é publicada em dois volumes, um dos quais é um índice de nomes de localidades, suas modificações e uma descrição de suas atividades. O segundo volume é um conjunto de mapas de referência mostrando onde estão localizadas as áreas geográficas padrão que aparecem na classificação e seus limites.

## Princípio
Quando aplicamos os princípios hierárquicos da CGT à geografia canadense, obtemos uma classificação de regiões geográficas delimitadas segundo conceitos bem definidos e que representam a totalidade das terras do Canadá. A classificação geográfica de 2006 incluía 13 províncias e territórios, 288 divisões censitárias e 5 418 subdivisões censitárias.

### Hierarquia CGT
Os códigos de classificação geográfica possuem sete dígitos e são compostos por três grupos que representam os três níveis hierárquicos regionais canadenses. O primeiro dígito representa as seis regiões padrão : Atlântico (1), Quebec (2), Ontário (3), Pradarias (4), Colúmbia Britânica (5), Territórios (6). A segunda corresponde a uma das treze divisões provinciais e territoriais. O terceiro e o quarto dígitos são cada divisão censitária (municípios, município regional), e os últimos três dígitos são subdivisões (municípios).
O limite das treze províncias e territórios (PR) constitui o nível mais alto e a divisão mais permanente da CGT. É a este nível que os dados estatísticos são agrupados e cruzados. Depois vem o próximo nível, a divisão censitária (CD) que se refere a 288 áreas definidas pelos governos provinciais (como condados, municípios distritais regionais, distritos, etc.). Este segundo nível é útil para o planejamento regional e gestão de serviços comuns (polícia, ambulância, etc.)). Em seguida, o terceiro e último nível da hierarquia da CGT é a subdivisão censitária (CS) que designa os 5 418 municípios definidos por legislação provincial ou territorial (ou territórios considerados como equivalentes municipais, como reservas indígenas e territórios não organizados) ). Os municípios são unidades do governo local.
| código  | Nome        | Tipo                               |
| ------- | ----------- | ---------------------------------- |
| 24      | Quebec      | PR : Província                     |
| 2496    | Manicouagan | DR : Município Regional do Condado |
| 2496020 | Baie Comeau | SR : Cidade                        |